# Брошковиці
Брошковиці (пол. Broszkowice) — село в Польщі, у гміні Освенцим Освенцимського повіту Малопольського воєводства.
Населення — 607 осіб (2011).

## Історія
У 1975-1998 роках село належало до Бельського воєводства, підпорядковувалося районній адміністрації в Освенцимі.

## Демографія
Демографічна структура станом на 31 березня 2011 року:
|          | Загалом | Допрацездатний вік | Працездатний вік | Постпрацездатний вік |
| -------- | ------- | ------------------ | ---------------- | -------------------- |
| Чоловіки | 289     | 55                 | 203              | 31                   |
| Жінки    | 318     | 66                 | 186              | 66                   |
| Разом    | 607     | 121                | 389              | 97                   |